# Coppa Italia di calcio da tavolo 2011
La quinta coppa italia primavera di calcio da tavolo venne organizzato dalla F.I.S.C.T. a Chianciano Terme nel 2011.

## Risultati

### Semifinali
- Fighters Napoli - Messina 3 - 0
- Pierce 14 - Black & Blue Pisa 3 - 0

### Finale
| Pierce '14  | Fighters N.   | 2  | 1 |
| ----------- | ------------- | -- | - |
| Cubeta F.   | Ciccarelli A. | 1  | 0 |
| Zambello P. | Ciccarelli M. | 1  | 4 |
| Borgo N.    | Galasso       | 11 | 0 |

## Formazione della Squadra Coppa Italia
| Cubeta Filippo |
| Zambello Paolo |
| Borgo Nicola   |
| -------------- |